# 山鹿市立広見小学校
山鹿市立広見小学校（やまがしりつ ひろみしょうがっこう）は、熊本県山鹿市鹿北町芋生にあった小学校。

## 沿革
- 1873年 - 鹿北町大字芋生字鳥越の友田津島塾を芋生小学校として発足。鹿北町大字四丁字山下の鹿瀬島梨角塾を四丁小学校として発足。
- 1878年 - 芋生小学校を大字芋生3753番地に移転。
- 1887年 - 芋生尋常小学校、四丁尋常小学校と改称。
- 1895年9月1日 - 四丁尋常小学校が堂原484番地の農家を改造し、岩野尋常小学校から分離し移転。
- 1899年5月1日 - 山鹿町外七ヶ町村学校土木組合立広見高等小学校創立。
- 1907年5月16日 - 四丁尋常小学校が大字四丁字堂原768番地に移転。
- 1908年 - 芋生尋常小学校が大字芋生976番地に移転。
- 1914年3月31日 - 広見高等小学校廃止。
- 1921年3月31日 - 芋生尋常小学校と四丁尋常小学校が合併し広見尋常高等小学校となる。
- 1941年4月1日 - 広見国民学校と改称。
- 1947年4月1日 - 広見村立広見小学校と改称。
- 1954年4月1日 - 鹿北村立鹿北第三小学校と改称。
- 1963年12月1日 - 鹿北町立鹿北第三小学校と改称。
- 1982年4月1日 - 鹿北町立広見小学校と改称。
- 2005年1月15日 - 山鹿市立広見小学校と改称。
- 2013年4月1日 - 山鹿市立岳間小学校、山鹿市立岩野小学校と統合して山鹿市立鹿北小学校へ